# Agent de police judiciaire adjoint
Les agents de police judiciaire adjoints (APJA ou APJ 21 du numéro de l'article les concernant) sont définis à l'article 21 du Code de procédure pénale français.
Contrairement aux agents de police judiciaire (APJ), les APJA n'ont pas de pouvoir de mener des enquêtes de police judiciaire. Leur mission consiste à rendre compte de toute infraction constatée par la rédaction d'un rapport d'infraction, ou, éventuellement, d'un procès-verbal, transmis au procureur de la République par l'intermédiaire de l'officier de police judiciaire (OPJ) territorialement compétent. Ils ont également pour mission d'assister les officiers de police judiciaire dans l'exercice de leurs missions.
Il existe huit corps comprenant des APJA :
- Les gardiens de la paix élèves, APJA à l'article 21-1 (vingt et un premièrement) du CPP[1]
- Les gendarmes adjoints volontaires, APJA à l'article 21-1 bis (vingt et un premièrement bis) du CPP
- Les réservistes de la gendarmerie non APJ, APJA à l'article 21-1 bis (vingt et un premièrement bis) du CPP, ayant suivi la formation APJA réservistes Gendarmerie et ayant été assermentés
- Les policiers adjoints de la Police Nationale, APJA à l'article 21-1 ter (vingt et un premièrement ter) du CPP
- Les réservistes opérationnels de la Police Nationale, APJA à l'article 21-1 ter (vingt et un premièrement ter) du CPP
- Les agents de surveillance de Paris (ASP), APJA à l'article 21-1 quater (vingt et un premièrement quater) du CPP
- Les policiers municipaux, APJA à l'article 21-2 (vingt et un deuxièmement) du CPP
- Les gardes champêtres, APJA à l'article 21-3 (vingt et un troisièmement) du CPP, uniquement pour la constatation de certaines infractions au Code pénal ; leur qualité judiciaire primaire reste « fonctionnaire chargé de certaines fonctions de police judiciaire ». A noter que, contrairement aux policiers municipaux, cette dernière qualité permet aux gardes champêtres d'effectuer des enquêtes dans le cadre préliminaire et dans trois domaines précis : les atteintes aux propriétés publiques ou privées, les atteintes à l'environnement et les atteintes aux bois et forêts.
- Les membres de la réserve civile de la Police Nationale qui ne remplissent pas les conditions prévues à l'article 20-1, APJ à l'article 21-6 (depuis le 14 mars 2011, en vertu de la Loi d'orientation et de programmation pour la performance de la sécurité intérieure)

« Ils ont pour mission :

De seconder, dans l'exercice de leurs fonctions, les officiers de police judiciaire ;

De rendre compte à leurs chefs hiérarchiques de tous crimes, délits ou contraventions dont ils ont connaissance ;

De constater, en se conformant aux ordres de leurs chefs, les infractions à la loi pénale et de recueillir tous les renseignements en vue de découvrir les auteurs de ces infractions, le tout dans le cadre et dans les formes prévues par les lois organiques ou spéciales qui leur sont propres ;

De constater par procès-verbal les contraventions aux dispositions du code de la route dont la liste est fixée par décret en Conseil d'État.

Lorsqu'ils constatent une infraction par procès-verbal, les agents de police judiciaire adjoints peuvent recueillir les éventuelles observations du contrevenant. »
— Derniers alinéas de l'article 21 du Code de procédure pénale
De fait, leurs fonctions restent majoritairement liées à la constatation des infractions au code de la route (sauf pour les gardes champêtres dont les compétences restent limitées dans ce domaine).